# Ázsiai termelési mód
Az ázsiai termelési mód a marxizmus történelemfilozófiájának, a történelmi materializmusnak az egyik fogalma és arra épülő elmélete. A kifejezést Karl Marx alkotta meg, és egyes munkáiban ezt a termelési módot az ősközösséghez, a rabszolgatartó társadalomhoz és a feudalizmushoz hasonlóan a kapitalizmust megelőző termelési módok, társadalmi-gazdasági alakulatok közé sorolta. A marxizmus eszmetörténete során azonban ez az elmélet soha nem talált teljes elfogadásra, hosszas tudományos viták folytak róla. Az elmélet kiemelkedő magyarországi híve és művelője Tőkei Ferenc volt.
Az elméletet először az öntözéses gazdálkodáson alapuló nagy ázsiai birodalmak korai társadalmának leírására alkalmazták, a későbbi viták során az elmélet hívei azonban arra az álláspontra jutottak, hogy az emberi társadalom fejlődésének ez a szakasza minden kontinensen (Ausztrália kivételével) megjelent.
Az ázsiai termelési mód elmélete bizonyos szempontokból rokon Karl August Wittfogelnek a hidraulikus társadalmakról szóló elméletével, de végső soron attól alapvetően eltér.

## Tartalma
A fogalom azokat az adóztató állam fokát elért ázsiai társadalmakat, valamint a világ más részein kialakult tradicionális államokat, archaikus civilizációkat jelöli, amelyek kívül maradtak a világtörténelmi fejlődés fő vonalán, és amelyekben fennmaradt a termelés és tulajdon eredeti közösségi egysége. Fő vonása a termelési eszközök (elsősorban a föld) ősi, törzsi eredetű közösségi tulajdona és egyéni (családi) birtoklása, amelynek megfelelően az egyén csupán a közösségbe tartozása révén juthat hozzá a termelési eszközhöz, azaz a földhöz. Ehhez járul még a piac- (pénz-) gazdálkodás hiánya vagy alárendelt szerepe. Ennek megfelelően az ázsiai termelési módban társadalmi, „politikai” (rokonsági, hatalmi, szokásjogi) tényezők határozzák meg a gazdaság működését. A piramisszerű állami hivatalnoki rendszer fő funkciója a közmunkák megszervezése, valamint az adó begyűjtése, majd újraelosztása. Az ilyen társadalmak gazdasága nagyon hosszú történeti időszakokon át stagnáló vonásokat mutat, és nem beszélhetünk tényleges társadalmi haladásról sem. Az alá-fölérendeltségi (hatalmi, politikai) viszonyok gyakran rendkívül nagy mértékben differenciálódnak, ami nemegyszer az európai antikvitáshoz (rabszolga–úr viszony, hűbéri függőség) hasonló függőségi formákat, osztályszerű viszonyokat hoz létre, azonban definiálható társadalmi osztályok, rabszolgatartó társadalom vagy feudalizmus kialakulása és az alapok, a közösségi földtulajdon tényleges változása nélkül. Az „ázsiai termelési mód” kategóriája az újkőkorszak kései szakaszától a 20. századig terjedően rendkívül eltérő kulturális szinten álló társadalmakat foglal magába, a 19. századi kelet-afrikai Bugandától az inka birodalmon vagy a gyarmatosítás előtti Indián keresztül az ókori Egyiptomig és a császári Kínáig.

## Jellegzetességei

### Osztályviszonyok
Az ázsiai termelési mód társadalmaiban a személyileg szabad parasztok állnak szemben a szervezett állami bürokrácia vagy arisztokrácia képviselőivel. A parasztok élhetnek még az ősközösségi társadalmakból eredő önellátó faluközösségekben, vagy ezek szétesése után már mint kisparcellák birtokosai, használói állnak szemben az állami bürokráciával. A társadalmi rendszer egyik fő jellegzetessége, hogy az állam a tulajdonosa, vagy legalábbis a végső tulajdonosa az ország összes földjének.
Az arisztokrácia vagy a bürokrácia szervezi meg a társadalmi termelő munkát és a termelés eredményének, a többletterméknek egy részét a közvetlen termelőktől el is sajátítja a maga számára. A társadalmi struktúra élén a legtöbb esetben egyeduralkodó áll, aki személyében képviseli az országot, és elméletileg minden föld tulajdonosa. Amennyiben az uralkodó osztály az önkényuralkodóval ápolt rokoni kapcsolatok mentén szerveződik, akkor arisztokráciáról, amennyiben viszont például a kínai császári vizsgarendszer mintájára, vagy más, teljesítmény szerinti módon kerül kiválasztásra, akkor bürokráciáról beszélhetünk.
A kizsákmányolás ebben a társadalmi rendszerben egyrészt az adózás, másrészt pedig a kötelező közmunkákban való részvétel útján történik. Az egyes parasztok nem állnak közvetlen személyi függésben egyes földesuraktól, viszont szigorú függésben állnak – gyakran a faluközösség áttételével – az uralkodó osztállyal szemben. Emellett a fő társadalmi viszony mellett az ázsiai termelési mód rendszerében működő államokban is vannak rabszolgák vagy bérmunkások, de csekély számban, és az egész társadalmi rendszerre nem jellemző módon.
Az osztályharc a személyükben szabad parasztok és a „kollektív földbirtokosok”, azaz az állami földtulajdon megtestesítői között elsősorban az adózás révén elvont többlettermék mértéke körül forgott.
Mint az osztálytársadalmakban általában, az uralkodó osztály, itt az állami bürokrácia, uralma, tevékenysége nem korlátozódik a kizsákmányolásra. Az uralkodó osztály ellátja a társadalom egészének általános irányításával kapcsolatos feladatokat. Az ázsiai termelési módot más osztálytársadalmaktól az különbözteti meg, hogy az uralkodó osztálynak ez az irányítási funkciója közvetlenül érvényesül, míg a többi osztálytársadalomban ez a magántulajdon közvetítése révén megy végbe. Az ázsiai termelési mód uralkodó osztálya, az állami bürokrácia közvetlenül szervezi a társadalmi munkamegosztást és együttműködést.

### Az öntözéses gazdálkodás jelentősége
Karl August Wittfogel képviselte a legkarakterisztikusabban azt a nézetet, hogy az ázsiai termelési mód létrejöttének alapvető oka a nagy öntözőrendszerek létesítésének szükségessége volt. Ezt a későbbi tudományos kutatás cáfolta, például Kínában és az Inka Birodalomban is már jóval korábban létrejött az ázsiai típusú despotikus állam, mielőtt öntözőrendszerek építésébe fogtak volna. Azok az állami feladatok, amelyeknek megoldására az ázsiai termelési mód államának vállalkoznia kellett, az öntözőrendszereken kívül vagy azok helyett sok más olyan területen is jelentkeztek, amelyek meghaladták az egyes faluközösségek lehetőségeit. Ilyenek voltak elsősorban a katonai egységek szervezése, a kézművesipar, kereskedelem, tudomány támogatása, valamint általában a nagy építkezések, függetlenül az öntözéssel összefüggő feladatoktól.
Mindemellett kétségtelen, hogy azokon a területeken, ahol az öntözéses gazdálkodásra szükség és lehetőség volt, az ázsiai termelési mód nagyon alkalmas volt az ezzel összefüggő nagy építkezések megvalósítására. Az ilyen öntözőrendszerek megléte esetén aztán magához a földműveléshez rendkívül egyszerű termelőeszközök is elegendők voltak a sok kézi munka mellett.
Az öntözéses gazdálkodás szervezése mellett, de azzal szoros összefüggésben, az ázsiai típusú társadalmakban az állam fontos feladata volt az „idő szabályozása”, azaz a naptárrendszer karbantartása és főleg a mezőgazdasági szempontból meghatározó jelentőségű dátumok rögzítése.
Wittfogel szerint az ázsiai termelési módban működő társadalmakban az államban koncentrálódó uralkodó osztály feladata az olyan jellegzetes termelőerők, mint az öntözés és a naptár, illetve ezen keresztül az egész mezőgazdasági tevékenység szervezése és ellenőrzése. Más mezőgazdasági jellegű társadalmakban az államnak ilyen feladatai nincsenek.

### Az ázsiai termelési mód társadalmainak fejlődése és válságai
Az ázsiai termelési mód elméletének marxista hívei szerint ez a termelési mód közvetlenül az ősközösségi társadalomból fejlődött ki és világszerte megjelent. Ezzel szemben a rabszolgatartó társadalom valamint a feudalizmus csak a Föld egyes részein és speciális körülmények között alakult ki. Az ázsiai termelési mód társadalmai között voltak az ókori Egyiptom, Mezopotámia, India, Kína és a prekolumbiánus amerikai magaskultúrák egyaránt. Ilyen társadalmi berendezkedésű volt továbbá az ókori Mükéné és a minószi civilizáció vagy az olyan középkori afrikai birodalmak, mint a Ghánai Birodalom, Mali, és a Szongáj Birodalom.
20. századi kutatások kimutatták, hogy az a gyakran képviselt nézet, miszerint az ázsiai termelési módon belül nincs fejlődés, a teljes stagnálás a jellemző, nem tarthatóak. Ezek a társadalmak is mutatnak fejlődést, és ennek megfelelően különböző formákban jelennek meg:
Ezen társadalmak egyszerű formája, amikor a rokonsági alapon szerveződő faluközösségek együtt művelik földjeiket, azaz tovább él az ősközösségi gyakorlat, a mezei munkákat együtt végzik. A többletterméket az állam adó formájában sajátítja el, illetve időnként közmunkára rendeli ki a lakosságot. A többlettermék az állam fenntartására, az uralkodó bürokrácia és a papság, katonaság szükségleteinek kielégítéséra szolgál. Az uralkodó és bürokráciája közvetlenül rendelkezhet az összes megművelt földdel. Az uralkodó osztály és az állami bürokrácia azonos. Ebben az esetben érvényesül az a Marx által leírt állapot, ahol a földek bérleti díja vagy az utánuk fizetett adó egybeesik, nem különböztethető meg, a primitív osztályszerkezetet pedig klasszikus átláthatóság jellemzi. Ennek a társadalmi szerkezetnek az egyik példája az Inka Birodalom.
Az ázsiai termelési mód fejlettebb formájában a földek kikerülnek a faluközösség tulajdonából és fokozatosan az egyes parasztok tulajdonába kerülnek, akik azt egyénileg művelik meg. A faluközösség szétesik. A parasztság és az uralkodó bürokrácia mellett új osztályok is megjelennek, a bürokrácia egy része at uralkodó ajándéka vagy vásárlás révén nagy földterületekhez jut és így nagybirtokossá válik, megjelenik és megerősödik a kézművesek, iparosok rétege és a kereskedelmi tőke, valamint az uzsoratőke is megerősödik. Gyakran ők is vásárolnak jelentős birtokokat.
Ennek a fejleménynek az alapvető oka a termelőerők fejlődése volt. A mezőgazdaságban egyre inkább használatba kerültek a vasból készült eszközök, főleg a vaseke, és egyre nagyobb mértékben alkalmaztak igásállatokat. Fejlődött az öntözési rendszerek technikája és azok egyre szélesebb körben kiépültek. Ennek nyomán nőttek a mezőgazdasági bevételek, vonzóbbá vált az egyéni gazdálkodás, mint korábban, amikor a közösségi termelés eredménye csak a szűkös létfenntartásra és az adók megfizetésére volt elegendő. Nőtt a kézművesség jelentősége, termékeikre egyre nagyobb szüksége van a mezőgazdaságnak. Kialakult az egyszerű árutermelés és ezzel megnőtt a kereskedelem jelentősége is. Végül maga a föld is áruvá vált. A termőföld eladásának lehetőségével megnyitotta az utat az uzsoratőkések számára, akik a földbirtokok fedezetére adtak kölcsönöket. A kézművesség egy részéből kialakultak nagyobb manufaktúrák is. Az ázsiai termelési mód keretében így a korai tőkés fejlődés jelei mutatkoztak, mint Kínában a Tavasz és ősz korszakában, az iszlám birodalmakban, vagy az Oszmán Birodalomban. Kína a 17. században még a világ gazdaságilag legfejlettebb régiója volt. Az önálló átmenet a kapitalizmusba azonban nem történhetett meg az ázsiai termelési mód speciális osztályviszonyai, és részben az öntözésese földművelés szükségletei miatt. A kínai történelem során ugyanis a gazdasági fejlődés rendszeresen a földbirtokok nagymértékű koncentrációjához vezetett, ami újra és újra súlyos válságba, parasztlázadásokba, belső háborúkba sodorta a társadalmat és általában az aktuális császári dinasztia bukásához vezetett. Az új hatalom mindig földosztással és egyenlősítő törekvésekkel kezdte uralmát, később azonban, a gazdasági fejlődés révén újra megindult a földek koncentrációja. Így egyfajta dinasztikus ciklus alakult ki.
Wittfogel a következőképpen írta le a kínai dinasztikus ciklust:
1. A dinasztiaváltás pusztításai után, az új korszak elején, a szabad parasztok aránya magas a nagybirtokosokhoz képest. Az újonnan letelepedő parasztoknak ingyen osztanak földet, vetőmagot, szerszámokat. Az adók viszonylag alacsonyak.
2. A parasztság létszáma növekszik, a termés nő, az adótömeg nő. Az állam bevételei nőnek, az öntözőművek kiépítésére többet fordítanak, ami tovább növeli az eredményességet.
3. A növekvő jólétben gazdagodnak a kereskedők és a hivatalnokok is. Idővel vagyonuk egy részét ingatlanba, földtulajdonba igyekeznek fektetni.
4. A nagy magánbirtokokon dolgozó parasztok kevesebb adót fizetnek, mivel a nagybirtokosok adókötelezettségei is alacsonyabbak.
5. A magánszektor terjedése nyomán csökkennek az állami bevételek. Ennek nyomán az állam kevesebbet költ gazdasági feladatai ellátására. Kevesebbet nyújt a parasztok számára, de igyekszik nagyobb adóbevételekhez jutni. Az adónyomás fokozódása elől egyre több paraszt menekül a földesúri birtokokra, vagy földbirtokát átadja egy magánszemélynek, hogy megszabaduljon az adóbehajtóktól, ami tovább csökkenti az állam bevételeket. Más esetekben a parasztok uzsorakölcsönöket kénytelenek felvenni az adók kifizetésére, és végső soron emiatt vesztik el földjeiket.

1. Az öntözőművek építésére, karbantartására fordított összegek csökkennek, ezzel a terméseredmények is, viszont az adóterhek növekednek. Helyi, majd szélesebb körű parasztmegmozdulások kezdődnek. A belsőleg meggyengült államon és az uralkodó osztályon belül erősödnek a centrifugális erők, azaz a helyi érdekek előtérbe kerülnek a központiakkal szemben. A hatalmi pozíciójában megrendült uralkodó osztály tagjai egyre cinikusabban és kegyetlenebbül nyomják el a parasztságot.
2. Felkelés tör ki az uralkodó bürokrácia egyes kevésbé kompromittált képviselői vezetésével, vagy külső nomád támadás dönti meg az államot. Az új dinasztia új bürokráciát épít ki, amely kezdetben nagyban támaszkodik a szabad parasztságra és kedvezményekben részesíti azt. A ciklus újra kezdődik.[6]

A ciklikusan ismétlődő hatalomváltások során nem csak a nagy földbirtokosok vesztették el vagyonukat, hanem ezekben a társadalmi kataklizmákban, mintegy mellékhatásként, megsemmisültek a nagykereskedők és manufaktúra-tulajdonosok vagyonelemei, tőkéje is. Emiatt a helyi kapitalista fejlődés újra és újra megjelenő tendenciái nem tudtak megerősödni, a tőkés fejlődés csak a 19. századi külső imperialista hódítás nyomán, mintegy kívülről bevezetve indulhatott meg.
Az öntözéses gazdálkodás eszerint nem az oka volt az ázsiai termelési mód kialakulásának, hanem azt eredményezte, hogy ez a termelési mód az ismétlődő válságok ellenére nagy stabilitást ért el, és rendszeresen reprodukálta önmagát. Ezek a társadalmak saját erőből nem voltak képesek áttérni az osztálytársadalmak más, fejlettebb formáira. Azokon a tájakon, ahol az öntözéses gazdálkodás nem volt jellemző, a faluközösségek széthullása után, a vaskorszakban új típusú társadalmi formák, termelési módok jöttek létre, mint az antikvitás a görög területeken, vagy pedig maguk az ázsiai típusú birodalmak is végleg szétestek, mint Afrikában.

## Eszmetörténete
Karl Marx először az 1853-ban írt, A brit uralom Indiában című újságcikkében foglalkozott a keleti és a nyugati társadalmak közötti különbségekkel. Ebben arra mutat rá, hogy a víz felhasználásához szükséges társadalmi együttműködés nyugaton, például Flandriában vagy Itáliában önkéntes alapon szerveződik, keleten azonban ehhez a központosított államhatalom által gyakorolt kényszerre van szükség.“
Ezeket a gondolatokat Marx 1857-ben A politikai gazdaságtan bírálatának alapvonalai (Grundrisse der Kritik der politischen Ökonomie) című munkájában fejtette ki részletesebben. A gazdasági-társadalmi formációkról szóló fejezetben foglalkozott a prekapitalista formációkkal, amelyekből a kapitalizmus kifejlődhetett. Itt három ilyen formát említett, a ázsiait, az antikot és a germán formát. Az ázsiai formával kapcsolatban itt már leírja a később ázsiai termelési módnak nevezett formáció számos jellegzetességét. Foglalkozik azzal, hogy ebben a termelési formában a földtulajdon alapvetően közösségi jellegű, és a közösség számára szükséges munkákat legtöbbször az egyeduralkodó nevében rendelik el. A többletmunka elsajátítása adók és közösségi munkaszolgáltatások formájában történik.
Friedrich Engels az Anti-Dühring-ben (1878) az állam keletkezésének két formájáról ír. Az első esetben az államok a közösségek számára szükséges irányító tevékenység elvégzésből fejlődnek ki. A nagy közösségi munkák elvégzése vagy a hadi tevékenység ugyanis megkövetelik a központi irányítást. Az ezt elvégző közösségi vezetők idővel igyekeznek hatalmukat állandósítani. Uralmuk azonban soha nem kizárólag kizsákmányoló jellegű: csak akkor tudják hosszabb távon is megtartani hatalmukat, ha továbbra is sikeresen elvégzik a fontos közösségi feladatok irányítását. Engels ezzel összefüggésben említi a perzsiai és indiai despotákat is. Érvelését azonban nem korlátozza az ázsiai megjelenési formákra,  hanem azt alkalmazza a görög törzsfőnökökre vagy a kelta klánok vezetőire is. Az állam keletkezésének másik formáját a rabszolgaság kialakulásában látja, különös tekintettel a hadifoglyokra.
Engels az 1884-es A család, a magántulajdon és az állam eredete című munkájában már nem foglalkozik az állam létrejöttének első formájával. Sztálin erre hivatkozva „tiltotta be” az ázsiai termelési mód fogalmának említését is.

### A 20-as évek vitája a Szovjetunióban
A II. Internacionalé idején, 1914 előtt a marxista teóriának ezzel az ágával alig foglalkoztak. Aktuálissá vált azonban ez a kérdés az októberi forradalom győzelme, a Szovjetunió megalakulása után a Kommunista Internacionálén belül, mivel ekkoriban erősen kiéleződött az osztályharc Ázsiában, különösen Kínában. A Komintern kereste az elméleti alapjait annak, miképpen tudná támogatni a kínai kommunisták küzdelmét a speciális ázsiai osztályviszonyok között. A 20-as években a Szovjetunióban létrejött ehhez a vitához egy viszonylag széles társadalomtudományi bázis is. A marxista értelmiségiek immár foglalkozhattak olyan kérdésekkel is, amelyek nem kapcsolódtak közvetlenül a párt napi politikai szükségleteihez.
Az ázsiai termelési módról folytatott elméleti vita azonban a húszas évek második felében belekerült a Trockij vezette baloldali ellenzék és a sztálinisták küzdelmének forgatagába. Az utóbbiak élesen elutasították ezt az elméletet. Az aktuális kínai helyzettel kapcsolatban az volt a véleményük, hogy a Kínai Kommunista Pártnak  alá kell rendelnie magát a Kuomintang vezette kínai nemzeti burzsoáziának, és együtt kell harcolniuk a feudális földesurak és a komprádor (azaz a gyarmatosító külföldiekkel együttműködő) burzsoázia ellen. Eszerint az álláspont szerint a kínai proletár forradalomnak még nem jött el az ideje.
Ezzel szemben a baloldali ellenzék amellett szállt síkra, hogy Kínában a munkásosztálynak a parasztsággal együtt a burzsoázia ellen kell fordulnia. A burzsoázia ugyanis Kínában soha nem lesz képes végrehajtani a polgári forradalmat és kisajátítani a földesúri nagybirtokokat.
Bár a baloldali ellenzék és az ázsiai termelési mód elméletének pártolói között nem volt teljes átfedés, ez az elmélet mégis adhatott érveket a baloldali ellenzéknek annyiban, hogy tagadta a feudalizmus fogalmának alkalmazhatóságát a kínai helyzetre. A SZKP többsége által meghatározott stratégia viszont a kínai feudalizmus létezésére alapozódott.
A sztálinisták más okból is bizalmatlanul szemlélték a ázsiai termelési mód elméletét: tartottak ugyanis attól, hogy ez megalapozhatja a szovjet társadalmi rendszerrel szembeni elméleti kritikákat azzal, hogy kimondja: lehetséges a kizsákmányolás az állami tulajdon bázisán is, amikor is a bürokraták társadalmi osztálya szembekerül a dolgozó osztályokkal.
1938-ban aztán megjelent az SZKP történetének rövid tanfolyami anyaga, amelyben a Sztálin által megfogalmazott fejezet a dialektikus és történelmi materializmusról a termelési viszonyok öt típusát különbözteti meg: az ősközösségi, as rabszolgatartó, a feudális, a kapitalista és a szocialista társadalmi rendszereket. Az ázsiai termelési módról folytatott vita így lezárult és de facto tilossá vált a fogalom említése is. Ehelyett a marxista történészek mindenütt a rabszolgatartó és a feudális termelési mód jeleit igyekeztek kimutatni a korai társadalmakban.

## Új viták a második világháború után
Az ázsiai termelési mód fogalmának sztálini „betiltása” súlyosan érintette a fiatal marxista sinológust, Karl August Wittfogelt, aki a 30-as években intenzív kutatásokat végzett Kína gazdasági és társadalmi fejlődésével kapcsolatban és ennek révén megerősítette az ázsiai termelési mód elméletét. Kutatásai miatt azonban 1938-ban trockistaként bélyegezték meg. Valószínűleg ez is közrejátszott abban, hogy Wittfogel fokozatosan agresszív antikommunistává vált. 1959-ben megjelent könyvében (Die orientalische Despotie) végigviszi azt a korábban is felismert elméleti lehetőséget, hogy az ázsiai termelési mód kategóriáit, főleg azt, hogy állami, azaz köztulajdon esetében is lehetséges a kizsákmányolás, lehetséges alkalmazni a Szovjetunióra és a „létező szocializmus” más akkori országaira is. Ezzel azonban ahhoz is hozzájárult, hogy az ázsiai termelési mód fogalma és elmélete körüli vita újjáéledt.
Franciaországban az ázsiai termelési mód témáját Ernest Mandel és a marxista etológus, Maurice Godelier fedezte fel újra és alkalmazta a kapitalizmus előtti társadalmi rendszerekre. Kelet-Európában is újra felfedezték ezt a fogalmat és újra kibontakoztak a tudományos viták. Magyarországon Tőkei Ferenc járult hozzá leginkább, nemzetközileg is jelentős mértékben, az elmélet kutatásához, de mélyebben foglalkozott a témával Ecsedy Ildikó, Ágh Attila, Simon Róbert, Ecsedy Csaba is. Az elmélet nagy kritikusa volt Magyarországon Komoróczy Géza.
A Kínai Kommunista Párt és a hivatalos kínai történetírás soha nem fogadta el ezt az elméletet, és a kínai történelem vonatkozásában is az ősközösségi-rabszolgatartó-feudális társadalmi rendszerek fogalmait alkalmazzák.
A Szovjetunió és a kelet- és közép-európai államszocialista rendszerek bukása előtt Rudi Dutschke és Rudolf Bahro is felhasználták a „létező szocializmus” elleni kritikájukban az ázsiai termelési mód elméletét.

## Kritikája
A történetfilozófiai vitákban az ázsiai termelési mód elméletének hívei a marxizmuson belül is általában kisebbségben maradtak. A marxizmuson kívül, ha egyáltalán foglalkoztak az elmélettel, gyakran általában utasították el a történetfilozófia különböző tételeinek alkalmazhatóságát az empirikus történettudományi kutatások eredményeire.
Magyarországon az elmélet leghatározottabb bírálója, Komoróczy Géza, Mezopotámia történetének kiemelkedő kutatója, ugyancsak az empirikus történettudományi kutatásokra támaszkodva részletes tanulmányban utasította el az ázsiai termelési mód elméletének, sőt általában az egész marxi formációelméletnek az alkalmazhatóságát az általa vizsgált területre. Ugyancsak elutasítja, hogy a földtulajdon vizsgálatának kiemelt szerepe lehetne a korabeli társadalom szerkezetének vizsgálatakor. A földtulajdon helyzetét mégis megvizsgálva, bőséges régészeti adatok alapján arra a következtetésre jut, hogy a térségben már az i. e. 3. évezredben a közösségi földtulajdon különböző formái – a templomgazdaságok, az uralkodó birtokai és a faluközösségek földjei – mellett jelentős volt a földmagántulajdon is. Végül megállapítja, hogy az ókori Kelet történelmére a formációelmélet egyik változata sem alkalmazható, és ha mindenképpen kategorizálni akarunk, akkor ez a kapitalizmus korát megelőző fejlődés egymással párhuzamos alaptípusai közé sorolható.

## Fordítás
- Ez a szócikk részben vagy egészben a Asiatische Produktionsweise című német Wikipédia-szócikk ezen változatának fordításán alapul.  Az eredeti cikk szerkesztőit annak laptörténete sorolja fel. Ez a jelzés csupán a megfogalmazás eredetét és a szerzői jogokat jelzi, nem szolgál a cikkben szereplő információk forrásmegjelöléseként.